# Atlantischer Scharfnasenhai
Der Atlantische Scharfnasenhai (Rhizoprionodon terraenovae) ist eine Art der Scharfnasenhaie (Rhizoprionodon) innerhalb der Requiemhaie (Carcharhinidae). Die Art ist in den gemäßigten bis tropischen Gewässern der Atlantikküste Nordamerikas, der Karibik und Südamerikas anzutreffen.

## Aussehen und Merkmale
Der Atlantische Scharfnasenhai ist ein mittelgroßer Hai mit einer durchschnittlichen Körperlänge von etwa 80 cm und einer Maximallänge von über 110 Zentimetern. Er gleicht dem Karibischen Scharfnasenhai (R. porosus) und hat wie dieser eine braune bis grau-braune Körperfarbe, die bei größeren Individuen mit helleren Flecken durchsetzt ist, und eine weiße Bauchregion ohne Musterung. Die Ränder der Brustflossen sind heller gefärbt, die Spitzen der Rückenflossen dunkelgrau. Die Schnauze ist lang und das Maul von unten betrachtet breit parabolisch, die Augen sind groß und befinden sich relativ weit oben am Kopf.
Er besitzt eine Afterflosse und zwei Rückenflossen. Dabei ist die erste Rückenflosse deutlich größer als die zweite und liegt leicht vor oder über den freien Enden der Brustflossen während die zweite erst knapp nach der Analflosse entspringt. Die Analflosse ist etwas größer als die zweite Rückenflosse. Die Schwanzflosse besitzt einen verhältnismäßig kurzen unteren und langen oberen Lobus mit deutlichem Endlappen. Wie alle Arten der Gattung besitzen die Tiere fünf Kiemenspalten und haben kein Spritzloch, die 4. und 5. Kiemenspalte befinden sich oberhalb des Brustflossenansatzes.

## Lebensweise
Der Atlantische Scharfnasenhai ist eine Flachwasserart. Er ernährt sich räuberisch vor allem von verschiedenen Fischen, Krebstieren, Schnecken und Tintenfischen. Die Haie sind wie die verwandten Arten lebendgebärend und bilden eine Dottersack-Plazenta aus (plazental vivipar). Die ein bis sieben Jungtiere kommen nach einer Tragzeit von etwa 10 bis 11 Monaten mit einer Länge von etwa 29 bis 37 cm zur Welt; die Geburtszeit liegt im späten Frühjahr bis Sommer. Mit einer Körperlänge von etwa 65 bis 80 cm sind die Männchen und bei etwa 85 bis 90 cm die Weibchen geschlechtsreif.

## Verbreitung

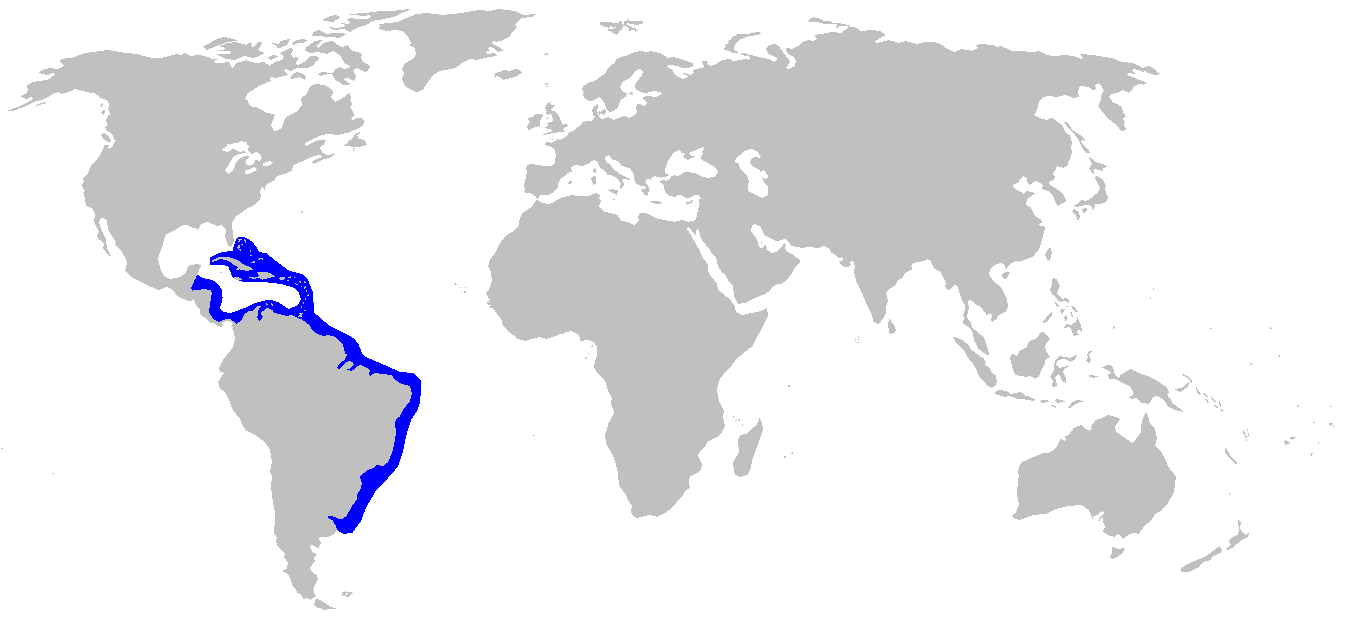
Verbreitungsgebiete des Karibischen Scharfnasenhais

Der Atlantische Scharfnasenhai kommt in den gemäßigten bis tropischen Küstengewässern des westlichen Atlantiks an der Küste Nordamerikas, der Karibik und Mittelamerikas vor. Dabei ist er auch in Buchten, Hafenbecken und Ästuaren mit brackigem Wasser anzutreffen.
Sein Lebensraum befindet sich im Bereich des küstennahen Kontinentalschelfs bevorzugt an Sandstränden (Surfstrände) bei einer Wassertiefe von etwa 10 Metern, er kann jedoch auch bei Tiefen bis zu 280 Meter angetroffen werden.